# Viktor Sjödin (ingenjör)
Olof Viktor Sjödin, född 15 april 1899 i Sidensjö församling, Västernorrlands län, död 14 november 1960, var en svensk väg- och vattenbyggnadsingenjör.
Sjödin avlade studentexamen i Lund 1920 och utexaminerades från Kungliga Tekniska högskolan 1925. Han var ingenjör vid AB Vattenbyggnadsbyrån i Stockholm 1925–1932, assistent i geodesi vid Kungliga Tekniska högskolan 1925–1930, biträdande lärare vid Artilleri- och Ingenjörshögskolans artillerimätkurser 1928 och 1930, sakkunnig hos Stockholms stads gatukontor beträffande mätningsarbeten vid Södertunneln 1930–1932, ingenjör hos Slussbyggnadskommittén 1932–1935 och anställd vid Indalsälvens regleringsförening i Stockholm från 1936.